# 프란체스코 모리니
프란체스코 모리니(이탈리아어: Francesco Morini franˈtʃesko moˈriːni[*]; 1944년 8월 12일, 토스카나 주 산 줄리아노 테르메 ~ 2021년 8월 31일, 토스카나 주 포르테 데이 마르미)는 이탈리아의 프로 축구 선수로, 현역 시절 수비수로 활약했다. 그는 이탈리아 국가대표팀 일원으로 1974년 월드컵에 참가했고, 11번의 국가대표팀 경기에 출전했다. 그는 삼프도리아를 비롯해 유벤투스에서 활약하며 큰 성공을 거두었다. 모리니는 빠르고, 강인하며, 끈질긴 중앙 수비수로 발밑이 좋고, 저지 능력으로 정평이 났으며, 상대 공격진을 밀착해서 견제하는데 일가견이 있었다. 그는 공을 힘있게 회수해 "해적 모건"이라는 별칭으로 수식되었다. 그는 힘 위주의 경기를 치르지만, 경기장 내에서 올곧은 성격으로 경기에 임하며 무리한 상대 저지를 감행하지는 않았다. 경기 현장에서, 그는 인테르나치오날레 공격수 로베르토 보닌세냐와 격돌한 것으로 회자되었지만, 나중에 둘이 한배를 타기도 했다. 은퇴 후, 모리니는 몇 년동안 유벤투스의 단장직을 역임했다.

## 클럽 경력

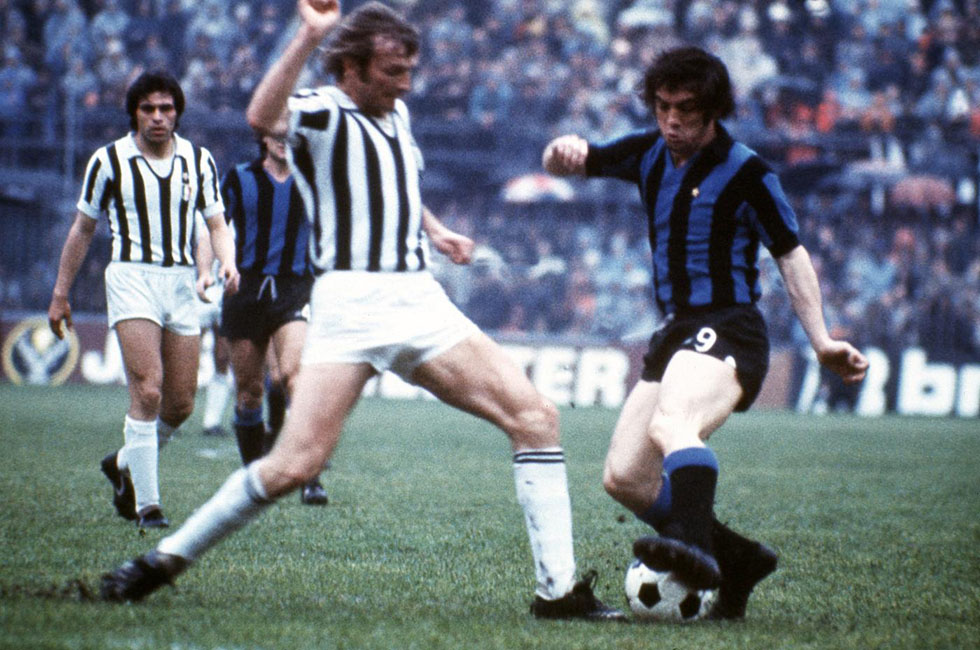
1974년, 그의 상징적인 숙적인 인테르나치오날레의 로베르토 보닌세냐를 저지하는 유벤투스의 모리니(좌측). 둘은 나중에 한배를 탔다.

모리니는 1964년 2월 2일, 0-2로 패한 로마와의 경기에서 삼프도리아 소속으로 세리에 A 신고식을 치렀고, 1969년에는 유벤투스로 이적했다. 그는 삼프도리아 소속으로 세리에 A 경기에 387번 출전했고, 세리에 B 경기에도 1966-67 시즌에 30번 뛰었으며, 그 시즌 리그를 우승했다.
모리니는 유벤투스에서 국내 및 유럽 무대에서 큰 성공을 거두었는데, 5번의 세리에 A, 1978-79 시즌 1번의 코파 이탈리아, 1976-77 시즌의 UEFA컵, 그리고 1972-73 시즌 유러피언컵 준우승, 그리고 마지막 시즌인 1979-80 시즌의 유러피언 컵위너스컵 4강 진출을 이룩했다. 그는 현역 시절 수비수로 활약하면서, 단 한번도 상대 골망을 흔든 적이 없다. 단, 그는 비공식 친선전에서 1골을 기록했지만, 골이 취소되었다. 모리니는 캐나다의 토론토 블리자드에서 은퇴했다.

## 국가대표팀 경력
모리니는 1-0으로 이긴 튀르키예와의 1973년 2월 25일 안방 경기에서 이탈리아 국가대표팀 신고식을 치렀고, 1974년 월드컵의 이탈리아 선수단 일원으로 대회에 참가했다. 그는 1973년부터 1975년까지 이탈리아 국가대표팀 경기에 11번 출전했다. 비록 그는 1970년대 중반에 이탈리아 국가대표팀의 주축 선수였지만, 엔초 베아르초트는 그를 배제하고 1978년 월드컵에서 이탈리아를 4위로 이끌었다.

## 사생활
모리니는 슬하에 두 아들을 두었다. 한 아들은 자코포 모리니로, 이탈리아 텔레비전 프로그램의 "하이에나"(Le Iene)로 유명해졌고, 다른 아들 안드레아는 가수이자 밴드 기타 연주가이다.

## 수상
유벤투스
- 세리에 A: 1971–72, 1972–73, 1974–75, 1976–77, 1977–78
- 코파 이탈리아: 1978–79
- UEFA컵: 1976–77

삼프도리아
- 세리에 B: 1966–67